# Laurits Emanuel
Laurits Emanuel Graae (født d. 12. oktober 1986 i Tørring i Østjylland) er en dansk musiker, sanger og sangskriver. Han er mest kendt som medstifter af musikgrupperne The Grenadines og Fyr og Flamme. Med sidstnævnte vandt han i 2021 det danske  Melodi Grand Prix.
Han har dog også kastet sig over scenekunst ved siden af sin musikkarriere. Således agerede han kapelmester og komponist i blandt andet teateropsætningen "Syngepigerne" på Nørrebro Teater i 2014.

## Baggrund
Laurits Emanuel er født og opvokset i den lille østjyske by Tørring. Musikinteressen var tidligt vakt, og i 3. klasse fik han endelig af forældrene lov til at begynde til trommer. Musikken fulgte ham herfra gennem både barndom og ungdom, og da han på Tørring Gymnasium meldte sig skolens to årlige musicals, hvor han mødte andre musikglade unge, begyndte drømmen om et liv med musik at forme sig.
Efter studentereksamen i 2005 flyttede Emanuel til København, hvor han i nogen tid levede af diverse spillejobs. Han blev siden optaget på Rytmisk Musikkonservatorium, hvorfra han dimitterede i 2013.

## Privat
Laurits bor i dag i den vestjyske by Bramming med sin hustru Elisabeth Emanuel Graae og parrets to sønner.

## Diskografi

### Fyr og Flamme
- Fyr og Flamme (2021)

### The Grenadines
- The Grenadines (2015)
- Band On The Radio (2018)